# Saint-Florent-des-Bois
Saint-Florent-des-Bois korábbi község Franciaország Loire mente régiójában, Vendée megyében. 2016. január 1-jén Chaillé-sous-les-Ormeaux korábbi községgel egyesült és az így létrejött Rives de l’Yon új község része lett.
Lakosainak száma 2833 fő (2018. január 1.). Saint-Florent-des-Bois La Chaize-le-Vicomte községgel határos.

## Népesség
A település népessége az elmúlt években az alábbi módon változott:
| Lakosok száma | 1533 | 1536 | 1618 | 2230 | 2364 | 2562 | 2720 | 4321 | 2820 | 2833 |
|               | 1962 | 1968 | 1975 | 1990 | 1999 | 2008 | 2013 | 2016 | 2017 | 2018 |